# Roberto Calheiros de Melo
Roberto Calheiros de Melo (1821 — 1895) foi um político brasileiro.
Foi vice-presidente da província de Alagoas, tendo assumido a presidência interinamente oito vezes, de 26 de abril a 13 de outubro de 1854, de 4 de maio a 29 de outubro de 1855, 11 de maio a 24 de outubro de 1856, de 19 de fevereiro a 16 de abril de 1859, 24 de abril a de 1 de maio de 1860, de 15 de março a 17 de abril de 1861, e de 16 de março a 15 de dezembro de 1864 e de 26 de junho a 31 de julho de 1865. Já na república foi 1º vice-governador do estado de Alagoas, governando o estado de 25 de outubro a 18 de dezembro de 1890.